# Little Lake Creek Wilderness
 (mars 2018).
La Little Lake Creek Wilderness est une aire protégée américaine dans le comté de Montgomery, au Texas. Cette wilderness enclavée dans la forêt nationale Sam Houston a été créée en 1984. Elle protège la Little Lake Creek.